# Восточно-тюркское соединение СС
Восточно-тюркское соединение СС (нем. Osttürkischer Waffenverband der SS) — вооруженные формирования СС, состоящие из тюркских народов, исповедующих ислам (казахи, узбеки, туркмены, азербайджанцы, киргизы, уйгуры, татары и т. д.). Соединения несколько раз переименовывались и переформировывались. Максимальная численность соединения доходила до 8500 человек.

## Символика
Солдаты каждой из групп имели свою нарукавную нашивку, а также общую эмблему — мечеть с 2-мя минаретами и полумесяцами и надписью «Биз Алла Билен» (которое можно перевести и как «мы с Аллахом» и как «Аллах с нами»). В соединении имелась и особая повязка — на зелёной полосе белые буквы «Osttürkische Waffen-Verbände der SS» (Восточнотюркские вооружённые соединения СС).

## История

### Создание основы для соединения
Ядром будущего подразделения стал сформированный 13 января 1942 года майором Андреасом Майер-Мадером 450 батальон Туркестанского легиона. Позже он был расширен до 1-го Восточно-мусульманского полка (нем. 1 Ostmuselmanische Regiment), сформированного из пленных красноармейцев среднеазиатских национальностей. Полк был сформирован на территории Польши и принимал участие в антипартизанских действиях 1944 в Белоруссии и Словакии, а также в подавлении Варшавского восстания в августе 1944.
Майер-Мадер в конце 1943 г. предложил свои услуги руководству СС, которое предоставило ему возможность сформировать в составе войск СС туркестанский полк (аналогичный Восточным легионам и восточным частям (часто тоже называемым легионами) 162-й пехотной дивизии под командованием генерал-майора Оскара фон Нидермайера в вермахте). Для его формирования из состава Восточных легионов Вермахта было выделено несколько батальонов (782, 786, 790, 791-й туркестанские, 818-й азербайджанский и 831-й волжско-татарский).
Полк получил название 1-го Восточно-мусульманского полка (нем. 1 Ostmuselmanische Regiment), формировался на территории Польши из пленных красноармейцев среднеазиатских национальностей.
В марте 1944 г. возглавляемый Майер-Мадером 1-й Восточно-мусульманский полк СС был направлен в Западную Белоруссию в район г. Юратишки, где его командир Майер-Мадер пропал без вести. Достоверных данных, погиб ли он или перешел на нелегальную работу, не имеется. Некоторое время командиром полка был гауптштурмфюрер СС Биллиг, но не справился с исполнением обязанностей.
Новый командир — гауптштурмпфюрер СС Акбаев (один из представителей переданных формирований ранее, который отличился на поле боя) провел очистку полка от ненадежных элементов, советской агентуры, повысил уровень дисциплины. После его гибели в бою с партизанами под Гродно полк возглавил командир одной из рот — оберштурмфюрер СС Азимов (бывший старшина Красной Армии), под руководством которого в августе 1944 г. полк участвовал в подавлении Варшавского восстания.

### Формирование соединения
Из 1-го Восточно-мусульманского полка, и боевых групп «Идель-Урал» и «Крым» осенью 1944 г. было сформировано Восточно-тюркское соединение СС.
Основу 1-й татарской горно-стрелковой бригады СС (всего до 2 500 бойцов) под командованием штандартенфюрера СС Фортенбахера (нем. Fortenbacher) составили остатки эвакуированных в Румынию 8 крымскотатарских полицейских батальонов «Шума», сформированных ещё в 1942 на базе татарских рот самообороны. Каждый из 8 батальонов по штату должен был состоять из штаба и четырёх рот (по 124 человека в каждой). Каждая рота — из одного пулеметного и трёх пехотных взводов. Как правило, батальоном командовал местный доброволец из числа бывших офицеров Красной Армии, однако в каждом из них было ещё 9 человек немецкого кадрового персонала (1 офицер связи и 8 унтер-офицеров). На вооружении личный состав батальонов имел автоматы, легкие и тяжелые пулеметы и минометы.
Боевая группа «Идель-Урал» создавалась на основе личного состава 831-й батальона легиона «Идель-Урал», переданного из состава вермахта в конце 1943 г. в состав войск СС.
В конце октября 1-й Восточно-мусульманский полк (вошедший к тому времени в состав Восточно-тюркского соединения СС) был переброшен в Словакию, где командир полка оберштурмфюрер СС Азимов осуществил переход значительной части полка на сторону словацких партизан. Однако Азимов был расстрелян партизанами, после чего большинство его солдат вернулись назад к немцам.
В марте 1945 в состав Восточно-тюркского соединения СС была включена Азербайджанская боевая группа. По другим сведениям, азербайджанская боевая группа ещё в январе была выделена в состав особого Кавказского соединения СС (нем. Kaukasischer Waffenverband der SS), куда также вошли национальные подразделения грузин, армян и северокавказских горцев.
Командиром соединения был назначен бывший офицер австро-венгерской армии В. Хинтерзац, военный советник Энвера-Паши в годы Первой мировой войны и офицер связи СС при Иерусалимском муфтии, принявший исламское имя Гарун-аль-Рашид-бек.
В конце войны соединение было переброшено на Балканы, а в апреле было дислоцировано в Ломбардии.